# Libéma Open 2022
Die Libéma Open 2022 waren ein WTA-Tennisturnier der WTA Tour 2022 für Damen und ein ATP-Tennisturnier der ATP Tour 2022 für Herren in Rosmalen in der Gemeinde ’s-Hertogenbosch und fanden zeitgleich vom 6. bis 12. Juni 2022 statt.

## Herrenturnier
→ Hauptartikel: Libéma Open 2022/Herren
→ Qualifikation: Libéma Open 2022/Herren/Qualifikation

## Damenturnier
→ Hauptartikel: Libéma Open 2022/Damen
→ Qualifikation: Libéma Open 2022/Damen/Qualifikation